# Heidi et ses enfants
Heidi et ses enfants è un romanzo di Charles Tritten del 1939, continuazione dei precedenti: Heidi cresce e Au pays de Heidi, entrambi ispirati al romanzo Heidi di Johanna Spyri di cui era stato il traduttore. La storia narra della vita di Heidi e di Peter da sposati e dei loro figli. Nel 1941 Tritten scriverà un ultimo romanzo sul personaggio di Heidi: Heidi grand'mère. Il libro è inedito in Italia.